# René Arseneault
Pour l’article homonyme, voir Arseneault.
René Arseneault, né le 1er juillet 1966, est un avocat et homme politique canadien du Nouveau-Brunswick. Depuis les élections fédérales canadiennes de 2015, il est député libéral de la circonscription de Madawaska—Restigouche à la Chambre des communes du Canada.

## Biographie
Arseneault obtient un diplôme supérieur en sciences politiques et économiques, qu'il poursuit par un diplôme en droit, à l'Université de Moncton. Il pratique le droit depuis 1996 avec sa femme Michelle depuis 1996
Lors des élections fédérales de 2015, il est candidat libéral dans Madawaska—Restigouche contre le sortant conservateur Bernard Valcourt, qui avait conquis la circonscription sur les libéraux en 2011. Avec plus de 55 %, il est largement élu et le sortant est renvoyé à la troisième place. 
Bilingue anglais et français, il est membre du Comité permanent des langues officielles depuis septembre 2016. Il est membre du Comité permanent de l'industrie, des sciences et de la technologie (janvier-septembre 2016), du Comité mixte spécial sur l’aide médicale à mourir (janvier-février 2016) et du Comité permanent de la sécurité publique et nationale (janvier-octobre 2017).
En mars 2016, il rompt avec la discipline de vote de son groupe en votant contre une motion des conservateurs appelant à une condamnation du mouvement BDS pourtant soutenue par les libéraux.

## Résultats électoraux
|       | Candidat             | Parti        | # de voix | % des voix |
|       | (X) Bernard Valcourt | Conservateur | +06 151,  | 16,49 %    |
|       | René Arseneault      | Libéral      | +20 778,  | 55,7 %     |
|       | Rosaire L'Italien    | NPD          | +09 670,  | 25,92 %    |
|       | Françoise Aubin      | Vert         | +00707,   | 1,9 %      |
| Total | Total                | Total        | 37 306    | 100 %      |